# Fudbalski Klub Teteks Tetovo 2013-2014
Questa voce raccoglie le informazioni riguardanti il Fudbalski Klub Teteks Tetovo nelle competizioni ufficiali della stagione 2013-2014.

## Stagione
La squadra partecipa al campionato di seconda serie concluso al secondo posto.
In virtù della vittoria della coppa nazionale macedone, la squadra partecipa alla UEFA Europa League uscendo al primo turno preliminare contro il Pyunik.

## Rosa
| N. |                               | Ruolo | Calciatore          |
| -- | ----------------------------- | ----- | ------------------- |
|    | Macedonia del Nord (bandiera) | P     | Jordan Georgievski  |
|    | Macedonia del Nord (bandiera) | P     | Vance Mancevski     |
|    | Macedonia del Nord (bandiera) | D     | Marjan Belcev       |
|    | Macedonia del Nord (bandiera) | D     | Benjamin Demir      |
|    | Macedonia del Nord (bandiera) | D     | Zlatko Drabarov     |
|    | Macedonia del Nord (bandiera) | D     | Toni Gjorgjevski    |
|    | Macedonia del Nord (bandiera) | D     | Igor Kralevski      |
|    | Macedonia del Nord (bandiera) | D     | Nikola Misovski     |
|    | Macedonia del Nord (bandiera) | D     | Dragan Naumovski    |
|    | Macedonia del Nord (bandiera) | D     | Filip Petkovski     |
|    | Macedonia del Nord (bandiera) | D     | Kristijan Toševski  |
|    | Macedonia del Nord (bandiera) | D     | Zlatko Boskovski    |
|    | Macedonia del Nord (bandiera) | D     | Aleksandar Krsteski |
|    | Macedonia del Nord (bandiera) | D     | Egzon Bejtulai      |
|    | Macedonia del Nord (bandiera) | C     | Donco Argirovski    |
|    | Macedonia del Nord (bandiera) | C     | Filip Despotovski   |
|    | Macedonia del Nord (bandiera) | C     | Vladimir Tunevski   |

| N. |                               | Ruolo | Calciatore           |
| -- | ----------------------------- | ----- | -------------------- |
|    | Macedonia del Nord (bandiera) | C     | Martin Blazevski     |
|    | Macedonia del Nord (bandiera) | C     | Boban Blazhevski     |
|    | Macedonia del Nord (bandiera) | C     | Stojance Ignatov     |
|    | Serbia (bandiera)             | C     | Ninoslav Karapandzic |
|    | Macedonia del Nord (bandiera) | C     | Aleksandar Krstevski |
|    | Macedonia del Nord (bandiera) | C     | Darko Micevski       |
|    | Macedonia del Nord (bandiera) | C     | Nikola Petkovski     |
|    | Macedonia del Nord (bandiera) | C     | Antonio Saveski      |
|    | Macedonia del Nord (bandiera) | C     | Aleksandar Urosevic  |
|    | Macedonia del Nord (bandiera) | C     | Bobi Božinovski      |
|    | Macedonia del Nord (bandiera) | C     | Robert Lazarovski    |
|    | Macedonia del Nord (bandiera) | C     | Ivica Gligorovski    |
|    | Macedonia del Nord (bandiera) | A     | Milan Ristovski      |
|    | Kosovo (bandiera)             | A     | Genc Iseni           |
|    | Macedonia del Nord (bandiera) | A     | Dragan Načevski      |
|    | Macedonia del Nord (bandiera) | A     | Simeon Hristov       |
|    | Macedonia del Nord (bandiera) | A     | Viktor Angelov       |